# Mats Westin
Mats Gustaf Westin, född 8 januari 1952 i Vaxholms församling i Stockholms län, död 21 februari 2022, var en svensk militär.

## Biografi
Westin avlade sjöofficersexamen vid Sjökrigsskolan 1976 och utnämndes samma år till löjtnant vid Vaxholms kustartilleriregemente, där han befordrades till kapten 1979 och till major 1984. Han vidareutbildade sig till helikopterpilot 1981–1982 och kom senare att tjänstgöra vid 1. helikopterdivisionen. Han gick Högre tekniska kursen på Marinlinjen vid Militärhögskolan 1985–1987 och tjänstgjorde vid Marinstaben 1987–1993 (bland annat som chef för Amfibiedetaljen vid Kustartilleriets vapenavdelning från 1987), befordrades till överstelöjtnant 1993 och var chef för 11. helikopterdivisionen 1993–1996. Han befordrades till överste 1997, varpå han tjänstgjorde vid Försvarets materielverk 1997–2002: som chef för Marinmaterielledningen 1997–1999, som chef för Kompetenscentrum Marin 2000–2001 och som produktionssamordnare 2001–2002. Westin var chef för Försvarsmaktens helikopterflottilj 2002–2005 och tjänstgjorde därefter vid Försvarets materielverk från 2005 till sin pensionering 2007.
Mats Westin invaldes som ledamot av Kungliga Örlogsmannasällskapet 1995.